# 忻州站
忻州站位于中华人民共和国山西省忻州市忻府区，始建于1935年，有北同蒲铁路和忻河铁路途经本站，距离太原站88公里，距离大同站267公里，距离忻河铁路河边站40公里。由中国铁路太原局集团原平车务段管辖，现为三等站。

## 车站结构
忻州站由客运站房和货场组成。

### 客运站房
忻州站站房内售票处与候车室相连通。客运站场共设两个站台，同时设有地下通道便于旅客前往二站台乘车。
- 忻州站候车室（2025年8月）
- 忻州站客运服务：心之舟，兼售票处
- 忻州站站场（2013年8月）

### 货场

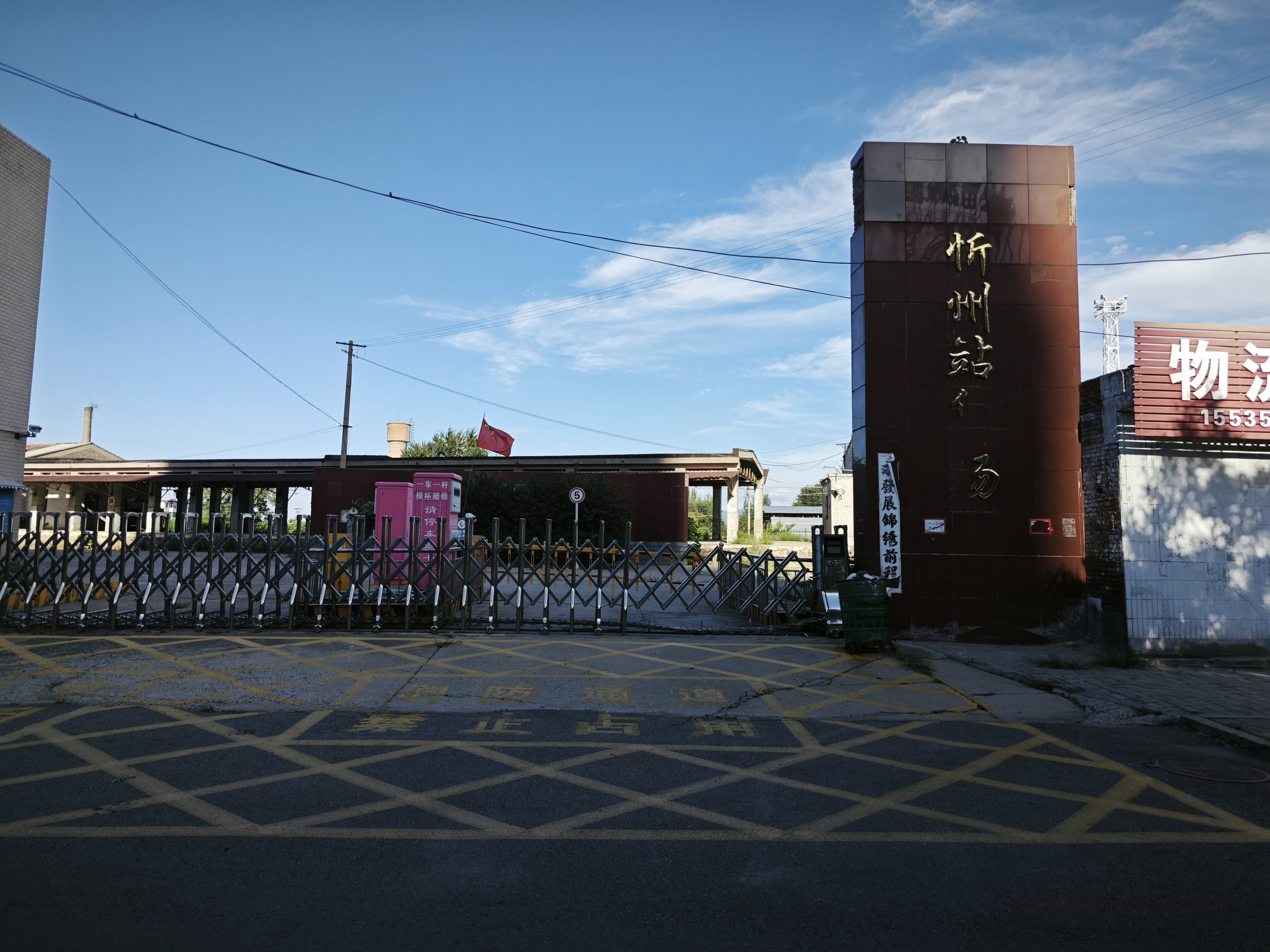
忻州站货场大门

忻州站货场设于客运站场南侧。